# Cours Waldner-Stephan
Le cours Waldner-Stephan est une voie de circulation de la commune française de Colmar.

## Situation et accès
Cette place publique est située dans le quartier centre.
On y accède par la rue des Marchands et la place de la Cathédrale.
Cette voie n'est pas desservie par les bus de la TRACE.